# Hartwig Bambamius (Theologe)
Hartwig Bambamius (* 23. Dezember 1685 in Hamburg; † 19. Januar 1742 ebenda) war ein deutscher lutherischer Theologe.

## Leben
Bambamius wurde in Hamburg geboren, besuchte die Gelehrtenschule des Johanneums und ab 1702 das Akademische Gymnasium in Hamburg. Nach seiner Schulausbildung ging er an die Universität Wittenberg und studierte Theologie. Im Jahr 1706 promovierte er in Wittenberg unter Johann Christoph Wolf (1683–1739) zum Doktor der Philosophie. Am 17. Oktober 1710 wurde er unter die Kandidaten des Hamburger Ministeriums aufgenommen. Am 14. November 1723 wurde er zum Prediger an der Hauptkirche Sankt Petri gewählt und im folgenden Jahr in sein Amt eingeführt. Bambamius soll ein unbescheidener und schmähsüchtiger Zelot gewesen sein, der vor allem gegen Pietisten und Reformierte eiferte. Er starb im Alter von 56 Jahren am Gallenfieber.

## Familie
Bambamius war der Sohn des Hamburger Advokaten Johann Bambamius († 1699) und Enkel des Oberaltensekretärs Hartwig Bambamius († 1688). Er heiratete am 24. Mai 1729 Anna Dorothea Schlüsselburg. Die Ehe blieb kinderlos.

## Werke (Auswahl)
- Disputatio ex antiquitate orientali contra spencerianam de Zabilis hypothesin. Wittenberg 1706 (Google Books – dieses Werk soll von Johann Christoph Wolf verfasst worden sein).
- Pietistischer Katechismus. Cölln 1706 (Google Books – Verfasser dieses gegen die Pietisten gerichteten Werks soll Sebastian Edzardi gewesen sein.).
- Vertheidigung seines Pietistischen Katechismi wider den über alle Massen unverschämten und recht furieusen Relations-Schmid Bartholdum Feind. 1706 (Google Books).
- Kurtzer Auszug einiger merckwürdigen Historien bei den Religions-Streitigkeiten mit den Reformirten. 1706 (Google Books).
- Kurtzgefaste churpfältzische Kirchen-Historie, von Anfang der gesegneten Reformation Lutheri biss auff gegenwärtige Zeit. Hamburg 1719 (Google Books).
- Jesus Gemählde, in einer Passionspredigt. Hamburg 1719.
- Anhang von der pietistischen Verfahrung gegen die Obrigkeit. 1720.
- Die Gläubigkeit am Tage des Gerichts. Prob-Predigt zum heil. Geist. Hamburg 1720.
- Observationum sacrarum exegeticarum centuria, Mosaica continens. Fickweiler, Hamburg 1723 (Google Books; Digitalisat, Universitätsbibliothek Göttingen).
- Prob- und Antrittspredigt zu St. Petri. Hamburg 1724.
- Das unvergeßliche Andenken eines in Gott ruhenden Lehrers, des M. Nicolai Müller, treueifrig gewesenen Pastoris zu St. Georg letztere Predigt auf den 3. Sonnt. nach Epiphanias. Nach der beliebten Jahres-Methode von dem sterbenswilligen und Gott angenehmen Christen, auf vielfältiges Begehren zum Druck ausgeliefert. Hamburg 1725.
- Apparatus enthymematico-exegeticus Observationes sacras exquisitiores comprehendens. Partis I. Fickweiler & Brandt, Hamburg 1726 (Google Books).
- Apparatus enthymematico-exegeticus Observationes sacras exquisitiores comprehendens. Partis II. Fickweiler & Brandt, Hamburg 1727 (Google Books).
- Lehre von der Rechtfertigung. Hamburg 1728.
- Die vertriebene Bitterkeit des Todes, d. i. Rath und Trost wider des Todes Schrecken aus Herrn Lutheri Schriften ertheilet. Christian Wilhelm Brandt, Hamburg 1730 (Google Books).
- Denckmahl der Hamburgischen Jubel-Feyer, Wegen der vor 200. Jahren zu Augspurg übergebenen Confession, in einer, bey überaus volckreicher Versammlung gehaltenen, und nun auf Begehren zum Druck überlieferten Predigt. Christian Wilhelm Brandt, Hamburg 1730 (Digitalisat auf den Seiten der Bayerischen Staatsbibliothek).